# کادی کانیون (کالیفرنیا)
کادی کانیون (به انگلیسی: Cuddy Canyon) یک منطقهٔ مسکونی در ایالات متحده آمریکا است که در کالیفرنیا واقع شده‌است. کادی کانیون ۱٬۱۶۵ متر بالاتر از سطح دریا واقع شده‌است.